# 暖炉の前の裸婦
『暖炉の前の裸婦』（だんろのまえのらふ、Nu devant la cheminée、Nude Before a Mirrorとしても知られる）は、ポーランド系フランス人の画家バルテュスが描いた1955年の絵画。
この絵画は、バルテュスが頻繁に用いる主題である鏡の前に立つヌードの女性を描いている。
1975年に美術収集家・銀行家であるロバート・リーマンがメトロポリタン美術館に寄贈した。